# Światowy Dzień Snu

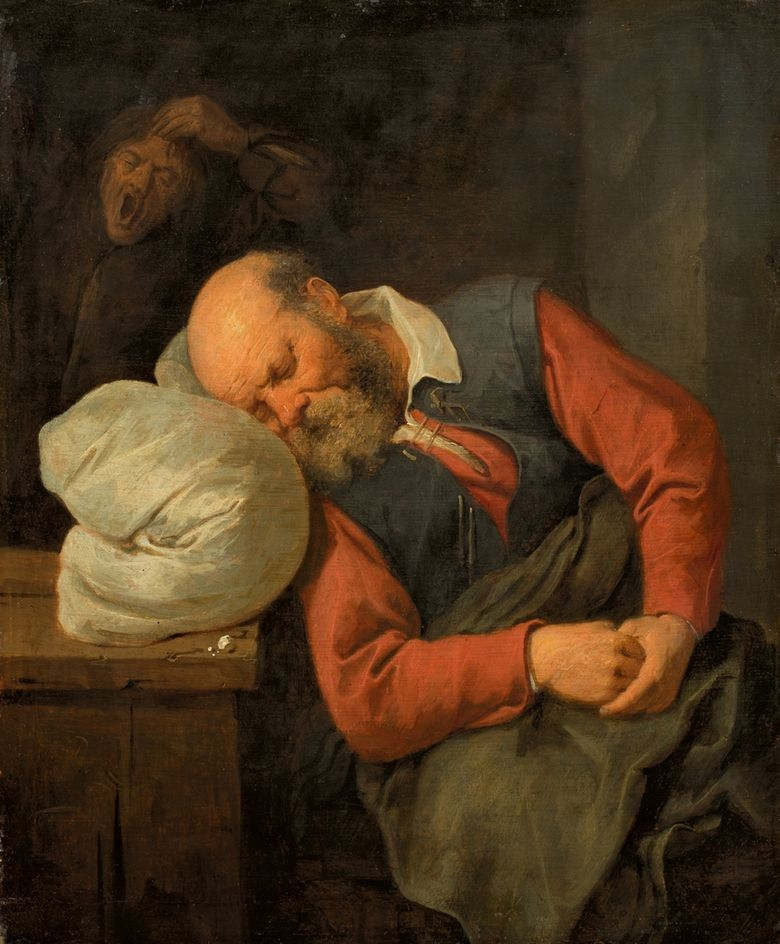
Stary śpiący mężczyzna, obraz Davida Ryckaerta

Światowy Dzień Snu jest obchodzony corocznie w ostatni piątek przed równonocą wiosenną. Jego celem jest promowanie korzyści płynących z prawidłowego i zdrowego snu oraz poszerzenie świadomości o zaburzeniach snu, a także o ich skutkach społecznych. 
Światowy Dzień Snu został zainicjowany w 2008 roku przez Komitet Światowego Dnia Snu należący do Światowego Stowarzyszenia Medycyny Snu (WASM). 
Hasłem Światowego Dnia Snu obchodzonego 15 marca 2019 roku było „Zdrowy Sen, Zdrowe Starzenie Się”.